# Burmerange
Burmerange (luxembourgsk: Biermereng) er en kommune og et byområde i Luxembourg. Kommunen, som har et areal på 13,37 km², ligger i kantonen Remich i distriktet Grevenmacher. I 2005 havde kommunen 978 indbyggere.